# Lozanivka, Prîmorsk
Lozanivka (în ucraineană Лозанівка) este un sat în comuna Borîsivka din raionul Prîmorsk, regiunea Zaporijjea, Ucraina.

## Demografie
Componența lingvistică a localității Lozanivka
     Ucraineană (88,64%)
     Rusă (11,16%)
     Alte limbi (0,21%)
Conform recensământului din 2001, majoritatea populației localității Lozanivka era vorbitoare de ucraineană (88,64%), existând în minoritate și vorbitori de rusă (11,16%).